# Cernotina ecotura
Cernotina ecotura is een schietmot uit de familie Polycentropodidae. De soort komt voor in het Neotropisch gebied.